# Campeonato Carioca de Futebol Feminino de 2007
O Campeonato Carioca de Futebol Feminino de 2007 foi a 16ª edição da divisão principal do campeonato estadual de futebol feminino do Rio de Janeiro. A competição foi organizada pela Federação de Futebol do Estado do Rio de Janeiro (FERJ) e teve o Duque de Caxias como campeão.